# 親英体道
親英体道（しんえいたいどう）は、井上鑑昭により創始された日本の武道。「親和体道」という名称を用いている道場もある。まれに「平法学」、「親和学」とも称ばれる。

## 概要
井上鑑昭の家に継承されてきた武術（流派名は諸説あり）を、大東流合気柔術を学んだ叔父の植芝盛平（のちの合気道開祖）に指導し、協力を得、研鑽進展、植芝を表に立て「相生流合気柔術」を開いた。
その後、相生流は「合気武道」と改称し大本内部で指導された。（当時は井上、植芝ともに大本の信者）
第二次大本事件の後、植芝は大本を離れたが、井上は大本に残り合気武道を指導し続けた。
昭和21年（1946年）、大本の出口王仁三郎の命名で「親和体道」と改称し、昭和50年（1975年）、「イエツ、エイ」の言霊（ことたま）において、「親英体道」と改称した。
井上鑑昭の言葉に、「親英体道とは宇宙の親和力の力徳を表現体より具現する胆力の稽古である。」というものがある。
出口王仁三郎に、「電光石火」よりも速い「雷撃電飛」（らいげきでんぴ）の技と表現された。（出口王仁三郎が揮毫した二枚の「雷撃電飛」のうち、一枚が京都府亀岡市にある大本施設天恩郷内の道場鳳雛館に飾られている）